# Botiga de Cal Gerrer
La Botiga de Cal Gerrer és un edifici del municipi d'Esparreguera (Baix Llobregat) inclòs en l'Inventari del Patrimoni Arquitectònic de Catalunya.
És un edifici de planta baixa i dos pisos amb coberta a dos vessants. A la façana que dona a una plaça es pot veure al primer pis una obertura rectangular, emmarcada amb carreus de pedra, amb un petit balcó i al segon pis tres obertures d'arc de mig punt formant una petita galeria. La façana principal té totes les obertures allindanades.